# Indianie kanadyjscy

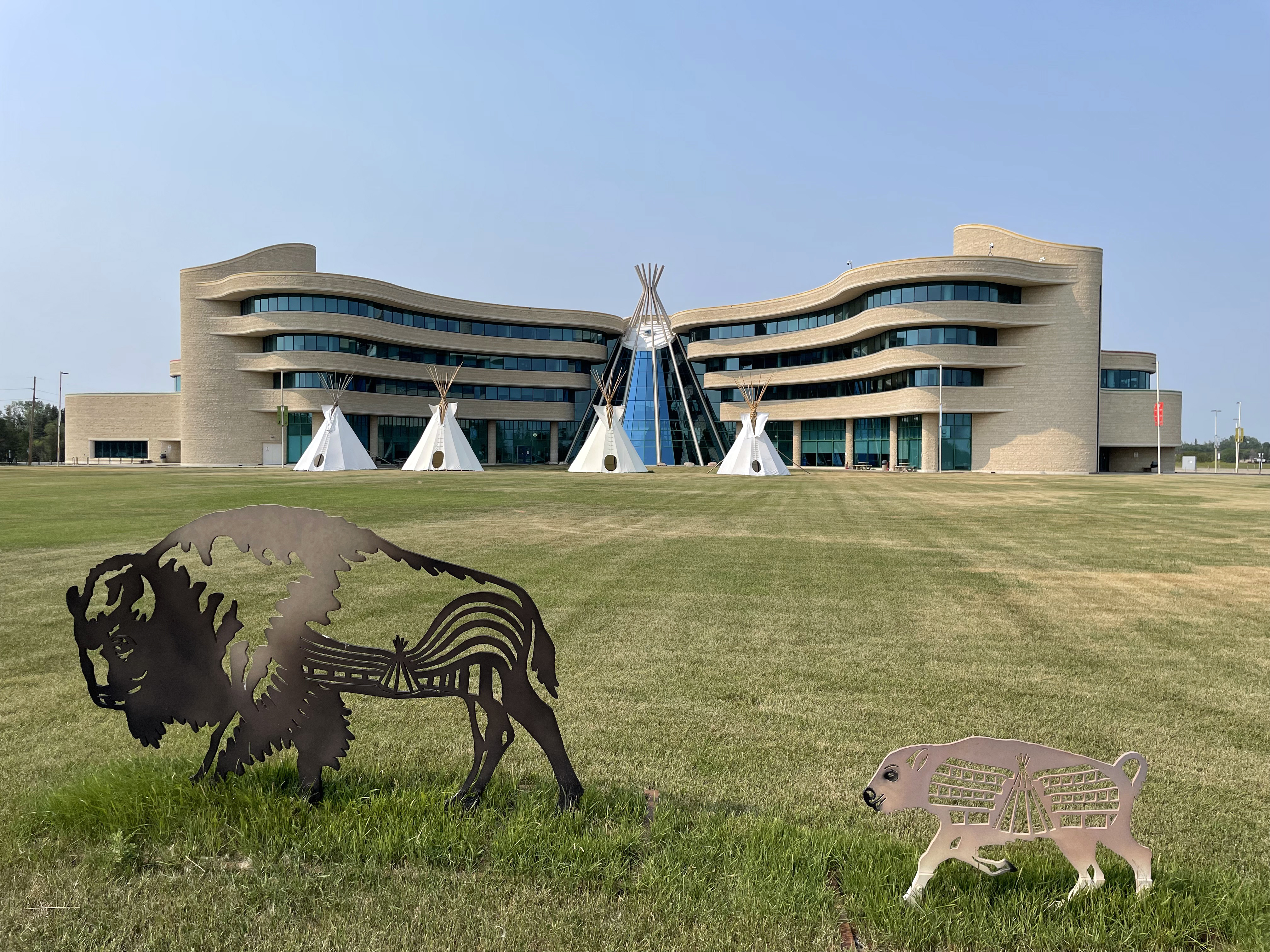
Uniwersytet Pierwszych Narodów w Reginie (2021)

Indianie kanadyjscy – jedna z dwóch rdzennych grup ludności w Kanadzie. Druga to Inuici – społeczność arktyczna i subarktyczna. Indianie są z tej grupy wyróżnieni w aktach prawnych. O ile prawodawstwo kanadyjskie stosuje termin „Indianie”, w publicystyce i mowie potocznej nazywa się ich Pierwszymi lub Pierwotnymi Narodami – First Nations. W istocie grupa Indian kanadyjskich jest bardzo niejednorodna. Pomiędzy poszczególnymi plemionami istnieją znaczne różnice. Jedyną cechą je łączącą jest fakt, że zamieszkiwali tereny dzisiejszej Kanady przed przybyciem Inuitów (potocznie: Eskimosów) w początkach X w. oraz kolonizatorów z Europy.
Wg spisu powszechnego w 2021 roku liczba Indian w Kanadzie wyniosła milion i 48,4 tysiąca.

## Plemiona indiańskie
Plemiona indiańskie, ze względu na geograficzne ich występowanie, można podzielić na cztery zasadnicze grupy:

### Grupa Pacyficzna (Wybrzeże Oceanu Spokojnego i Góry Nadmorskie)
- Saliszowie Nadmorscy (Saliszowie Wybrzeża, Coast Salish)
  - Cowichan
  - Musqueam
  - Nanaimo
  - Shishalh (Sechelt)
  - Snuneymuxw (Nanaimo)
  - Squamish
  - Stó:lō
  - Tsawwassen
  - T'Souke (Sooke)
- Dakelh (Carrier)
- Dene-thah (Slavey)
- Gitksan
- Haida
- Hesquiat
- Koskimo
- Ktunaxa (Kootenay)
- Kwakiutl (Kwakwaka’wakw)
  - Haisla
  - Heiltsuk
  - Weewaikai (Cape Mudge)
  - Wewaykum (Campbell River)
- Nisga'a
- Nuu-chah-nulth (Nootka)
  - Tla-o-qui-aht (Clayoquot)
- Nuxálk (Bella Coola)
- Okanagan
- Secwepemc (Shuswap)
- Songhees (Songish)
- Tsilhoqot'in (Chilcotin)
- Tlingit
- Tsimshian
- Wet'suwet'en

### Grupa Preriowa
- Anishinabe (Odżibuejowie, Ojibwa)
- Czarne Stopy (Blackfeet)
- Chipewyan
- Kainah (Blood)
- Nakoda (Assiniboine)
- Okanagan
- Peigan
- Kri Prerii (Prairie Cree)
- Odżibuejowie Prerii (Prairie Ojibwa)
- Siksika (Blackfoot)
- Siuksowie (Sioux)
- Stoney
- Tasttine (Bobry, Beaver)
- Tsuu T'ina (Sarcee)

### Grupa Lasów Północno-Wschodnich
- Kri (Cree)
- Innu (Montagnais i Naskapi)
- Ojibwe
  - Mississauga
  - Ottawowie (Odawa)
  - Saulteaux

### Grupa Regionu Atlantyckiego
- Beothuk (wymarli)
- Innu (Labrador)
- Maliseet (Malecite)
- Mikmakowie (Mi’kmaq, Micmac)
- Passamaquoddy

### Grupa Doliny św. Wawrzyńca
- Algonkinowie (Algonquin)
- Irokezi (Iroquois)
  - Kajugowie (Cayuga)
  - Mohawkowie (Mohawk)
  - Oneidowie (Oneida)
  - Onondagowie (Onondaga)
  - Senekowie (Seneca)
  - Tuscarora
- Delawarowie (Delaware)
- Neutral (Ongniaahra)
- Tobacco
- Huroni (Huron)

### Grupa Arktyczna
- Dene
  - Chipewyan
  - Sahtu
  - Slavey
  - Tli Cho

## Języki Indian
Przed przybyciem Europejczyków w Kanadzie istniały cztery rodziny językowe:
- języki algonkiańskie
- języki na-dene
- języki salisz
- języki wakaskie

## Religie indiańskie i mitologia
Europejczycy przybywający do Ameryki Północnej w początkowym okresie jej kolonizacji uważali, że Indianie nie posiadają żadnej religii. U podstaw tego nieporozumienia leżało europocentryczne pojmowanie religii poprzez jej obrzędowość i instytucjonalność. Wśród Indian życie religijne realizowało się na zupełnie innej płaszczyźnie – jako indywidualne relacje z duchowym bytem. Bóg (Stwórca, Siła Wyższa) poprzez sny i innego rodzaju wizje, przekazywał poszczególnym osobnikom błogosławieństwa tak w sensie duchowym, jak i materialnym. Do tych drugich należały „leki”, których prawidłowe wykorzystanie gwarantowało dobro ich posiadaczowi i społeczności, do której należał. W języku Kri ten rytualny sposób manifestacji mocy leków nazywany był mitewin, co zostało nieściśle przetłumaczone na angielski jako szamanizm, co niesłusznie sugerowało, że wierzenia indiańskie są z natury szamanistyczne.

## Indiańska sztuka wojenna
Historię wojskowości indiańskiej można podzielić na cztery zasadnicze okresy:

### Okres sprzed kolonizacji europejskiej
Wojna była stałą częścią kultur indiańskich na długo przed przybyciem białych. Najczęstszymi powodami wojen były:
- zajęcie dla swej społeczności terenów i znajdujących się na nich zasobów naturalnych
- wypełnianie obowiązków duchowych
- manifestacja siły
- rewanż, najczęściej za śmierć współplemieńców
- chwytanie obcych w celu adopcji do plemienia, uczynienia z nich niewolników lub w celach mordów rytualnych.

Uzbrojenie Indian przed przybyciem Europejczyków było dość ubogie – składało się zwykle z łuku i strzał, noży (kamiennych lub miedzianych), toporków (tomahawków) oraz oszczepów. Ze względu na brak efektywnych środków komunikacji (z wyjątkiem łodzi) wojownicy wybierali się na wojnę z małym obciążeniem, zabierając z sobą jedynie broń. Stosowano taktykę wojny podjazdowej, atakowano z ukrycia. W walkach, choć pewną rolę odgrywała taktyka, szczególnie cenione były indywidualne umiejętności i męstwo. W walce równie ważne jak zwycięstwo, była honorowa śmierć.
Ważnym elementem zwycięstwa (jak i porażki w walce) było skalpowanie. Wokół tego procederu narosło wiele nieporozumień, a przez niektórych samo jego występowanie jest kwestionowane. Skalpowanie, czyli ścinanie włosów z głowy wraz ze skórą, było powszechnym zwyczajem dokonywanym po wygraniu pojedynku z wrogiem. Skalpowano tylko martwych przeciwników. Skalpy noszone u pasa, lub wystawiane przed domostwem wojownika, były trofeum świadczącym o jego waleczności. Skalpowanie nie tylko było powszechnie stosowane, lecz także akceptowane. Krewni i współplemieńcy zabitego wojownika, który z jakiś względów nie został oskalpowany przez swego zabójcę, przyjmowali to jako plamę na honorze, uznając, że dla zwycięskiego wojownika jego przeciwnik był niegodny odpowiedniego szacunku. Skalpowanie stało się negatywnym procederem dopiero wtedy, gdy biali w USA zaczęli płacić za skalpy innych Indian, zachęcając w ten sposób do bratobójczych walk. Proceder ten był marginalny w Kanadzie.

### Okres zmagań o panowanie nad kontynentem (1600–1815)
Francuscy, oraz brytyjscy osadnicy oraz handlarze zdołali zachować przyjazne stosunki z Indianami, tak że nieczęsto dochodziło do zbrojnych walk. Jednym z nielicznych wyjątków był długotrwały konflikt zbrojny z Irokezami. Konflikt ten miał podłoże ekonomiczne i wiązał się z kontrolą nad handlem futrami. Ten cykl konfliktów zbrojnych znanych jako wojny bobrowe rozpoczął się w 1609 od Bitwy nad Jeziorem Champlaina, a zakończył w 1701 podpisaniem wieczystego pokoju. Wojownicy Indiańscy brali też udział w większości konfliktów pomiędzy Wielką Brytanią, a Francją o panowanie nad północną częścią subkontynentu. Indianie wzięli udział we wszystkich większych konfliktach tamtych czasów, włączając w to: wojna króla Wilhelma (1689–1697), wojna królowej Anny (1704–1713), wojna króla Jerzego (1744–1748), Brytyjska wojna z Indianami i Francuzami (1754–1763) i wojna brytyjsko-amerykańska (1812–1815). W szczególności w tej ostatniej wnieśli wielkie zasługi, walcząc pod komendą Josepha Branta.
Choć pojedynczy dowódcy indiańscy zdobywali respekt, a nawet bogactwo, społeczność indiańska nie odnosiła większych korzyści z tych wojen. Zasadą stało się, że traktaty pokojowe kończące te wojny, nie zawierały żadnych klauzul zabezpieczających interesy indiańskie.
W tym okresie indiańską sztukę wojenną charakteryzowały następujące cechy:
- Indianie zawierali przymierza militarne pomiędzy sobą, jak również z państwami białych (Wielka Brytania, Francja, USA), lecz zwykle występowali w nich jako suwerenna siła polityczna i wojskowa. Przymierza te, przynajmniej w wierze i zamierzeniach tych plemion, zawierane były w celu realizacji swych własnych interesów.
- Ze względu na decentralizację społeczności indiańskich oraz duży zakres wolności, pozwalający jednostkom na nieprzestrzeganie zawartych przez plemię umów przymierza z Indianami były przez białych uznawane za niepewne i niewarte zawierania, a sami Indianie postrzegani byli jako partnerzy trudni i pozbawieni honoru.
- Indianie zaadaptowali nową broń i środki transportu (broń palna, koń wierzchowy i juczny) oraz udoskonalili swą tradycyjną broń (stalowe strzały i groty do strzał), nie zmienili jednak w zasadniczym stopniu taktyki walki. Spowodowało to, że wojny międzyplemienne oraz z białymi stały się bardziej krwawe.
- Do czasu utraty suwerenności pod koniec XIX w. Indianie nigdy nie podporządkowywali się obcej komendzie, walcząc jedynie pod kierunkiem swych własnych dowódców.
- O ile nie zaciągali się indywidualnie do oddziałów wojskowych białych, akceptowali jedynie swój własny sposób umundurowania.

### Okres schyłku świetności (1815–1914)
Wojna brytyjsko-amerykańska, zakończyła epokę konfliktów zbrojnych w północnej części subkontynentu. Spowodowało to brak zapotrzebowania na indiańską pomoc militarną. W okresie następnych stu lat, Indianie mieli okazję do walk zaledwie kilkukrotnie. W czasie rebelii w 1837 stanęli po stronie rządowej, walcząc wspólnie z lojalną milicją, lub zachowali neutralność. Nowością było to, że Indianie zaakceptowali regularne umundurowanie. Niewielkie grupy Indian dwukrotnie wzięły udział w akcjach antyrządowych w rebeliach nad Rzeką Czerwoną i północno-zachodnią. Rebelie te choć miały ważne skutki polityczne, pod względem militarnym były wydarzeniami mało ważnymi.
W przeciwieństwie do Indian w USA, w XIX w. rzadko dochodziło do rywalizacji o terytoria pomiędzy rdzennymi mieszkańcy Kanady a białymi. Białe osadnictwo ograniczało się zazwyczaj do terenów, których kwestia własności została dawno uregulowana i Indianie nie zgłaszali do nich pretensji. Dodatkowo Indianie byli uczestnikami intratnego handlu skórami, który powodował, że byli oni partnerami białych. Kolonizacja terenów indiańskich na Zachodzie rozpoczęła się dopiero w XX w., a kanadyjska administracja odrzuciła przemoc w stosunku do Indian. Zresztą nie stanowili oni już liczącej się siły militarnej.

### Okres udziału w obronie narodowej kraju (od 1914)
Wobec zaniku wojen międzyplemiennych, jedyną możliwością wypełniania militarnych ambicji Indian było wstąpienie do milicji kolonialnej, a potem kanadyjskiej Armii. Choć już w XIX w. Indianie mieli okazję okazania swej lojalności (ciekawym epizodem był udział wioślarzy indiańskich (Irokezów) w wyprawie w górę Nilu na odsiecz Chartumu w 1885), XX w. z dwiema wielkimi wojnami dał możliwość udowodnienia ich przydatności we współczesnym konflikcie zbrojnym.
Do kanadyjskiego, ochotniczego kontyngentu na I wojnę światową dołączyło 3 tysiące ochotników indiańskich. Stanowiło to 35% całej dorosłej, męskiej populacji. Stawiało to Indian jako najliczniej reprezentowaną w armii grupę ludności Kanady. W walkach Indianie potwierdzili swą reputację, jako dobrych żołnierzy. Najbardziej znanym indiańskim bojownikiem został kapral Francis Pegahmagabow z plemienia Odżiwbejów, uznawany za najlepszego snajpera na froncie zachodnim.
Także i w II wojnie światowej udział Indian był na podobnym poziomie. Sześć tysięcy indiańskich ochotników (mężczyzn i kobiet) zasiliło ochotniczy kontyngent kanadyjski. Spośród nich największą sławę zyskał Oliver Milton Martin z ludu Kanien'kehá:ka, który walczył w I i II WŚ, służył m.in. w RFC oraz Armii Kanadyjskiej (dla której m.in. szkolił rekrutów) oraz uzyskał stopień brygadiera.

## Sztuka indiańska
Indianie rzeźbili w drewnie rozmaite przedmioty. Były to m.in.:
- malowane maski;
- kubki;
- talerze,

oraz inne rzeczy potrzebne w gospodarstwie domowym.
Indianie wykonywali z drewna nawet szczelne skrzynie służące do przechowywania tranu lub gotowania go na gorących kamieniach. Rzemieślnik ciosał z drewna cienkie ścianki, następnie podgrzewał je nad parą i wyginał, nadając im kształt czworoboku. Tak powstałą ramę osadzano na drewnianej podstawie. Proste narzędzia używane przez Indian do produkcji przedmiotów z drewna były wykonywane z kamienia, kości i muszli.
Indianki natomiast zajmowały się głównie tkaniem i przędzeniem.
W zimie potrzebne były ciepłe koce z miękkiego cedrowego łyka i wełny kozic górskich lub psów. Indianie Chilikat należący do plemienia Tlingit słynęli z produkcji najpiękniejszych i najcenniejszych okryć, które nosili tylko wodzowie. Miały one kształt pięciokątów, były ozdobione frędzlami i barwione na kolor biały, żółty, niebieski lub czarny. Mężczyźni malowali wzór na desce, później kobiety przenosiły go na tkaninę. Praca nad oryginalnym kocem chilikat trwała kilka miesięcy. Był on raczej pleciony niż tkany, bowiem długie włókna przymocowano do ramy tylko w jednym miejscu, u góry. Pomiędzy nie, bez użycia czółenka tkackiego, wplatano poprzeczne włókna.